# Radisson Blu Hotel Olümpia
Het Radisson Blu Hotel Olümpia is een hotel in de Estische hoofdstad Tallinn. Het ligt in de wijk Sibulaküla in het stadsdistrict Kesklinn (‘stadscentrum’). Het hotel is geopend in 1980 en heette oorspronkelijk Hotell Olümpia.

## Geschiedenis
De bouw van het hotel begon in 1974, onder leiding van de architecten Toivo Kallas en Rein Kersten. De aanleiding waren de Olympische Zomerspelen van 1980. Die werden in Moskou gehouden, maar het onderdeel zeilen werd afgehandeld in Tallinn. De stad hield er een nieuwe jachthaven in de wijk Pirita én het Hotell Olümpia aan over. Tallinn had in die tijd maar één hotel dat aan internationale standaarden voldeed: het Viruhotel (tegenwoordig het Sokos Hotel Viru). Dat had onvoldoende capaciteit voor het verwachte aantal bezoekers.
Hotell Olümpia, vernoemd naar de Olympische Spelen, ging open op 6 april 1980, ruim voor het begin van de Spelen, die in Tallinn plaatsvonden tussen 21 en 29 juli 1980. In 1980 werd ook de tv-toren van Tallinn opgeleverd. Hotell Olümpia was toen in hoogte het vierde gebouw van de stad:
1. Tv-toren van Tallinn (314 meter)
2. Sint-Olafkerk (123,7 meter)
3. Sint-Nicolaaskerk (105 meter)
4. Hotell Olümpia (84 meter).

Naderhand is het hotel een paar maal overtroffen, bijvoorbeeld door het Swissôtel Tallinn (117 meter).
Tot 1991 was het hotel staatseigendom. In dat jaar werd het geprivatiseerd. In 1997 werd het hotel compleet gerenoveerd en overgenomen door Reval Hotels. De hotelketen, eigendom van de Noorse vastgoedontwikkelaar Linstow AS, ontleende zijn naam aan Reval, tot 1918 de gangbare naam voor Tallinn, en exploiteerde hotels in het Balticum. Het Hotell Olümpia kreeg de naam Reval Hotel Olümpia. In 2010 nam de Rezidor Hotel Group Reval Hotels over. Het Reval Hotel Olümpia werd herdoopt in Radisson Blu Hotel Olümpia. Op korte afstand, in de aangrenzende wijk Maakri, ligt nog een Radisson Blu Hotel. Dit hotel is opgeleverd in 2001 en bijna 105 meter hoog.
Prominente gasten in het Radisson Blu Hotel Olümpia waren Alla Poegatsjova, de groep Boney M., Kiri Te Kanawa, Montserrat Caballé, David Copperfield en de Indiase premier Indira Gandhi.